# Distante cercanía
Distante cercanía es una película ecuatoriana de ficción basada en hechos reales, dirigida y escrita por Alex Schlenker y codirigida por Diego Coral, que se estrenó el 20 de septiembre de 2013.

## Antecedente
La película está basada en hechos reales a modo de ficción con comedia negra, y el director Alex Schlenker de origen alemán, quien en búsqueda de su identidad y con la intención de parodiar al Nacional Socialismo de la época nazi, escribió la historia desde 2001, realizando una investigación histórica sobre lo que ocurría en los años cuarenta en el Ecuador, y la existencia de alemanes refugiados en la capital del país, Quito, durante el transcurso de la Segunda Guerra Mundial.
Las primeras ideas del guion a partir de las investigaciones de un libro del arqueólogo Arthur Weilbauer, Los alemanes en el Ecuador publicado en 1964, y de los diálogos con la colonia alemana en la capital, tenían pretensiones de La lista de Schindler. Luego de elaborar en 2006 un documental con un alemán radicado en Quito, una conversación con el actor Raúl Guarderas sobre su infancia y los juegos con marcos alemanes en 1945, de ciertas alteraciones y correcciones en el guion para encontrar la esencia del filme, el guion se finalizó en 2008.
La idea del director fue juntar el pasado con el presente, en el que está ambientado a la época de la guerra con comportamientos actuales por parte de los personajes y la relación que tiene la trama con la crisis económica del feriado bancario que atravesó el Ecuador en 1999.

## Producción
La dirección del filme estuvo a cargo de Alex Schlenker, quien también escribió el guion y la codirección estuvo a cargo de Diego Coral López.
El largometraje fue postulado para el premio que otorga el CNCine a la producción de  60 mil dólares, sin embargo según su director solo recibieron la mitad. El rodaje se inició en 2011, contando con un presupuesto de 145.000 dólares y una duración de seis meses. Se realizó en el Centro Histórico de Quito y en el valle de Tumbaco fue escogido para las escenas del pueblo ficticio de “Yumbaña”.
No se realizó ningún casting para escoger al elenco, debido a que el director ya tenía en mente los actores profesionales con los que contaría para interpretar a cada personaje, y un año antes del rodaje le dijo a los actores que investiguen sobre sus personajes y tres meses previos al rodaje se dedicaron a los ensayos.
Los actores principales que integran la obra son Gonzalo Estupiñán como José Bernardo Riofrío Pérez Pallares, Nataly Valencia como la enfermera Pepita y Christoph Baumann como el Dr. Joseph Mainzel. También contó con la actuación de Alfredo Espinosa, Susana Nicolalde y Jorge Fegan. La cinta tuvo un total de veinticinco actores, sesenta extras y setenta figurantes.
La música del filme fue realizada en su totalidad por Nelson García y la Orquesta del Teatro Sucre. El filme tiene una duración de 86 minutos.

## Sinopsis
La historia se centra en la época de 1944, donde José Bernardo Riofrío, un hombre soltero poco importante, que trabaja como un simple empleado banquero, vive junto a su insufrible madre enferma, y se enamora de la enfermera más linda de la ciudad de Quito, Pepita, quien está bajo el cargo del Dr. Kurt Mainzel, uno de los tantos alemanes nazi que se refugiaban en Ecuador y el cual está a cargo de la salud de su madre. Riofrío decide robar al banco a petición del Dr. Mainzel para poder comprar Reichsmarks, la moneda oficial del tercer Reich, todo por llamar la atención de Pepita, y se instala junto a ellos en un ficticio pueblo olvidado de los Andes ecuatorianos llamado San Francisco de Yumbaña, donde llega a ser un gran banquero y alcalde del lugar.

## Premios
La película recibió el Premio a la producción de largometraje de ficción del CN Cine y el Premio a la posproducción de largometraje de ficción del CN Cine en 2011. También recibió el Premio fomento de escritura WBK Berlín.
En 2012 tuvo una Selección oficial del festival de cine de Bogotá y en 2013 una Selección oficial en Oaxaca Filmfest.

## Elenco
- Gonzalo Estupiñán  como José Bernardo Riofrío
- Christoph Baumann como  Dr. Mainzel
- Lupe Manchado  como Doña Inés
- Nataly Valencia como Pepita
- Edgar Parra como Aníbal el cantinero
- Cristian Cobos como Lolo
- Patricio Ruiz como Padre Vicente